# Yokozuna (catch)
Rodney Agatupu Anoa'i (né le 2 octobre 1966 à San Francisco et mort le 23 octobre 2000 à Liverpool), plus connu sous le nom de Yokozuna, est un catcheur (lutteur professionnel) américain. Il est essentiellement connu pour son travail à la World Wrestling Federation (WWF) de 1992 à 1996.
Il est le neveu des catcheurs Afa et Sika Anoa'i et s'entraîne auprès d'Afa et commence sa carrière aux États-Unis avant de faire un bref passage au Japon à la New Japan Pro-Wrestling puis au Mexique à l'Universal Wrestling Association. En 1992, il rejoint la WWF et y incarne Yokozuna, un lutteur de sumo devenu catcheur. Il remporte à deux reprises le championnat du monde poids-lourds de la WWF, le Royal Rumble 1993 ainsi que le championnat du monde par équipe de la WWF avec Owen Hart. Il doit arrêter sa carrière en 1996 après l'échec aux tests physiques de la commission athlétique de l'état de New York. Cependant, la WWF le garde sous contrat jusqu'en 1998.
Il lutte ensuite dans diverses fédérations avant de mourir le 23 octobre 2000 à la suite d'un œdème pulmonaire. En 2012, il devient membre à titre posthume du WWE Hall of Fame.

## Jeunesse
Rodney Agatupu Anoa'i est le fils d'Afoa et de Leatu Anoa'i. Il a un frère et deux sœurs. Deux de ses oncles, Afa et Sika Anoa'i sont de célèbres catcheurs qui ont travaillé à la World Wrestling Federation (WWF). Il redouble plusieurs classes et ses parents s'aperçoivent qu'il ne peut pas poursuivre ses études et l'envoie en Floride pour apprendre le catch auprès de ses oncles.

## Carrière

### Débuts, passage à l'American Wrestling Association et à la New Japan Pro Wrestling (1985-1992)
Rodney Agatupu Anoa'i s'entraîne pour devenir catcheur auprès de son oncle Afa. Il commence sa carrière le 6 septembre 1985 à l'International World Class Championship Wrestling, une fédération new-yorkaise, sous le nom de Great Kokina et perd face à Jules Strongbow.
Il lutte ensuite au Japon à la New Japan Pro-Wrestling et fait quelques combats à l'American Wrestling Association à la fin des années 1980,,.
En 1991, il travaille au Mexique, à l'Universal Wrestling Association (UWA), et devient champion du monde des trios de l'UWA avec Fatu et Samoan Savage, le 7 avril après leur victoire sur Villano I, Villano IV et Villano V. Leur règne prend fin le 30 mai après leur défaite face aux mêmes adversaires.

### World Wrestling Federation (1992-1995)

#### Double de champion de la WWF (1992-1993)
Son oncle Afa le recommande à Vince McMahon qui l'engage en fin de l'année 1992. Il change alors de nom de ring pour celui de Yokozuna et incarne un lutteur de sumo japonais managé par Mr. Fuji. Il y remporte rapidement son premier combat le 31 octobre 1992 face à Bill Jordan.
Il enchaîne les victoires expéditives notamment face à Koko B. Ware le 11 janvier 1993 durant le premier combat de WWF Monday Night RAW,. Le 24 janvier au cours du Royal Rumble, il entre en 27e position et remporte ce match en éliminant successivement Tatanka, Carlos Colón, Earthquake, Tito Santana, Owen Hart, Bob Backlund et Randy Savage ce qui fait de lui le challenger pour le championnat du monde poids-lourds de la WWF à WrestleMania IX. Jim Duggan le défie le 6 février dans un match dont le but est de faire tomber son adversaire, ce qu'il réussit. Pendant la célébration de sa victoire, Yokozuna lui jette du sel au visage avant de sauter plusieurs fois depuis la 2e corde avant d’atterrir sur les fesses au niveau du visage de son ennemi. Ce combat permet alors de définir clairement l'attitude de heel de Yokozuna. Le 7 mars au cours de WrestleMania IX, Mr Fuji utilise cette manière de tricher afin de permettre la victoire de Yokozuna face à Bret Hart. Ce premier règne de champion ne dure que quelques minutes car Fuji défie Hulk Hogan à un match de championnat face à Yokozuna juste après. Fuji jette alors accidentellement du sel au visage de Yokozuna ce qui aide Hogan à remporter le combat ainsi que le titre.
Yokozuna récupère le titre le 13 juin au cours de King of the Ring où le flash d'un photographe japonais désoriente Hogan. Pour fêter le 4 juillet, la WWF organise un bodyslam challenge sur l'USS Intrepid, où celui qui parvient à porter cette prise à Yokozuna obtient un match de championnat. De multiples catcheurs ainsi que des sportifs s'y essaient jusqu'à l'arrivée de Lex Luger qui réussit. Ils s'affrontent le 30 août durant SummerSlam, où Luger le fait tomber du ring le faisant ainsi perdre par décompte à l'extérieur. Sa rivalité avec Luger se conclut le 24 novembre au cours des Survivor Series dans un match par équipe à élimination opposant les All Americans (Luger, Rick et Scott Steiner ainsi que l'Undertaker) aux Foreign Fanatics (Yokozuna, Crush, Ludvig Borga et Jacques). Yokozuna élimine Scott Steiner puis se retrouve face à Luger ; après quelques minutes Luger passe le relais à l'Undertaker. Yokozuna domine mais n'arrive pas à le faire tomber et les deux hommes se font compter à l'extérieur.

### Rivalité avec l'Undertaker et perte du titre (1993-1994)
Après les Survivor Series, la WWF décide de mettre en place une rivalité opposant Yokozuna à l'Undertaker qui doivent s'affronter dans un match du cercueil le 22 janvier 1994 au cours du Royal Rumble. Durant ce match, beaucoup de catcheurs heels viennent attaquer l'Undertaker alors que Yokozuna est dans le cercueil encore ouvert. Cela permet au sumo de conserver son titre de champion du monde poids lourd de la WWF. Ce soir là, Bret Hart et Lex Luger deviennent challengers pour le championnat du monde en remportant le Royal Rumble match. Le 28 février, il conserve le championnat du monde poids lourd malgré sa défaite face à Randy Savage à la suite d'une intervention de Crush. Le 20 mars à WrestleMania X, il commence par conserver sa ceinture de champion face à Lex Luger dans un match arbitré par Mr. Perfect qui disqualifie Luger sans raison valable,. Son règne prend fin plus tard dans la soirée après sa défaite face à Bret Hart dans un match arbitré par Roddy Piper. Le 2 mai, Earthquake défie Yokozuna. Les deux hommes s'affrontent deux semaines plus tard dans un combat de sumo remporté par Earthquake. Après cela, il fait équipe avec Crush et perdent un match pour le championnat du monde par équipes de la WWF face à Fatu et Samu (en), le 19 juin à King of the Ring,. Le 24 octobre, il affronte Razor Ramon dans un match pour le championnat intercontinental de la WWF. Au cours du combat, Ramon l'envoie en dehors du ring et Yokozuna voit le cercueil dans lequel il a enfermé l'Undertaker. Il prend peur et décide de quitter le ring. Le 23 novembre au cours des Survivor Series, il perd face à l'Undertaker dans un match du cercueil où Chuck Norris est aux abords du ring pour éviter les interventions extérieures.

### Camp Cornette puis départ (1995-1998)

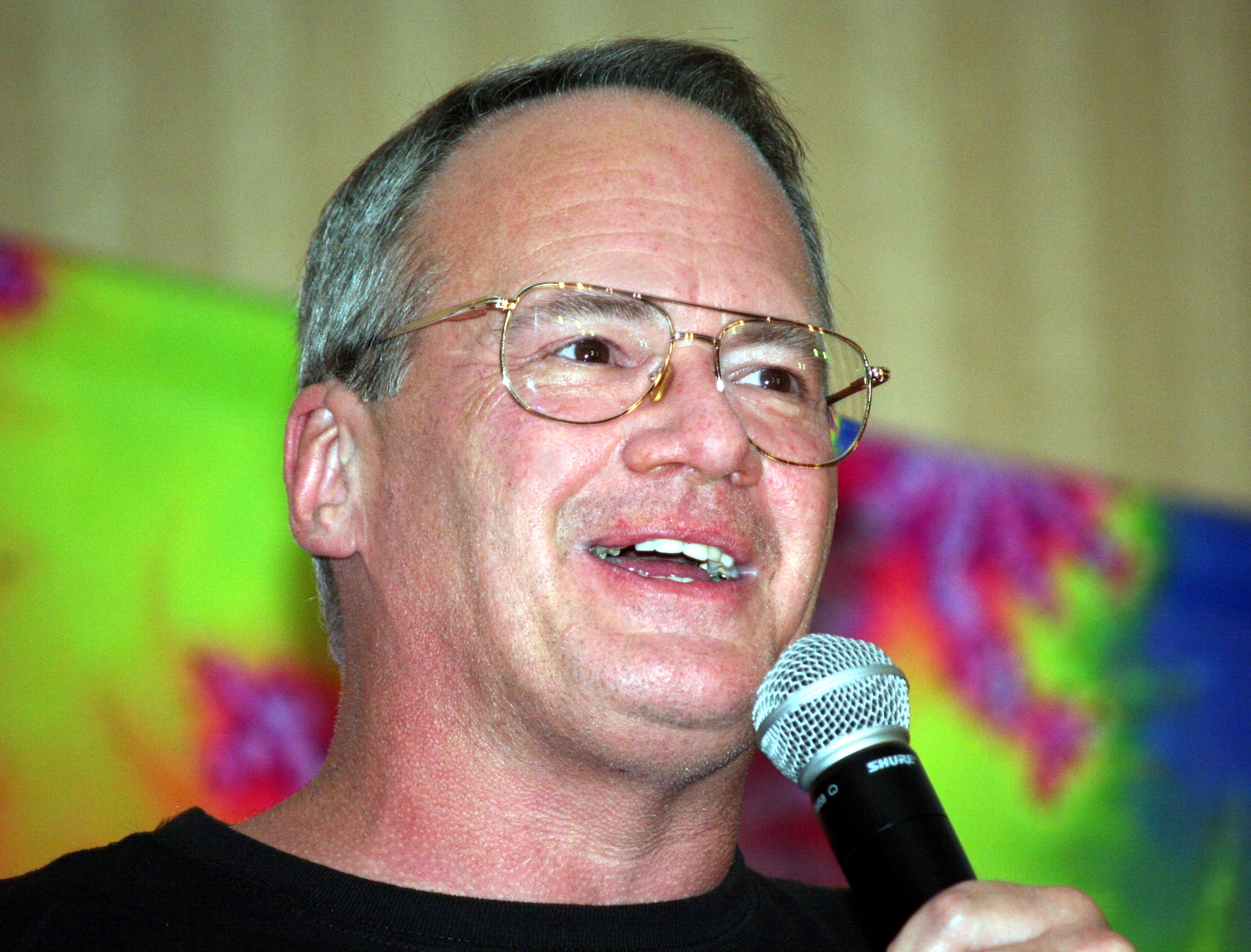
Jim Cornette (ici en 2014) est le manager et traducteur de Yokozuna.

Le 13 mars 1995, Todd Pettengill (en) annonce que The Smoking Gunns (en) (Bart et Billy Gunn) vont défendre leur championnat du monde par équipes de la WWF face à Owen Hart et un partenaire mystère le 2 avril à WrestleMania XI. À WrestleMania XI, Owen révèle que son équipier est Yokozuna et ensemble ils remportent le championnat du monde par équipes. Ils conservent leur ceintures 15 jours plus tard en battant The 1-2-3 Kid et Bob Holly. Le 14 mai à in Your House, ils battent The Smoking Gunns pour garder leur championnat du monde par équipes. Le 12 juin, il se qualifie pour le tournoi King of the Ring après sa victoire par décompte à l'extérieur face à Lex Luger. Le 25 juin durant King of the Ring, il se fait éliminer dès le premier tour par Savio Vega. Le 23 juillet durant in Your House 2 : The Lumberjacks, ils gardent leurs ceintures en battant Lex Luger et The British Bulldog. Leur règne prend fin le 24 septembre au cours d'in Your House 3: Triple Header après la défaite de Yokozuna et The British Bulldog face à Shawn Michaels et Diesel, ces derniers mettent en jeu les ceintures de champion intercontinental et de champion du monde du monde poids lourd.
Ce combat se conclut avec Diesel qui fait le tombé sur Owen Hart et lendemain de cette défaite Gorilla Monsoon, qui est alors le président à l'écran de la WWF, retire le championnat du monde par équipes à Michaels et Diesel pour le remettre à Yokozuna et Owen Hart,. Ce second règne s'arrête le soir même après leur défaite face à The Smoking Gunns (en) (Bart et Billy Gunn). Le 22 octobre à in Your House 4 : Great White North, Gorilla Monsoon décide de faire s'affronter Yokozuna et King Mabel, cet affrontement se conclut sur un double décompte à l'extérieur. Le 19 novembre au cours des Survivor Series, il fait équipe avec Dean Douglas, Owen Hart, Razor Ramon et ils affrontent Shawn Michaels, Sid, The British Bulldog et Ahmed Johnson dans un match par équipes à élimination. À la fin du match, Yokozuna est le dernier membre de son équipe et Johnson parvient à lui porter un body slam avant de faire le tombé.
Le 21 janvier 1996 au cours du Royal Rumble, il participe au Royal Rumble match en entrant en 9e position. Il élimine Bob Backlund, King Mabel et Squat Team 2. Plus tard dans le match, il se retrouve face à Vader près des cordes et Shawn Michaels en profite pour les éliminer tous les deux. Après leur élimination, Vader et Yokozuna continuent à se battre en dehors du ring. Des tensions apparaissent les semaines suivantes entre Yokozuna et les différents membres de Camp Cornette. Le 5 février, Yokozuna et The British Bulldog affrontent Shawn Michaels et Diesel. À la fin du match, Yokozuna est groggy en dehors du ring et se fait compter à l'extérieur. C'en est trop pour Cornette, The British Bulldog et Owen Hart qui l'attaquent.
Il devient alors l'un des rivaux de Camp Cornette et bat The British Bulldog par disqualification le 18 février à In Your House 6 : Rage in the Cage après que Jim Cornette donne des coups de raquette de tennis dans le dos de Yokozuna. Un mois plus tard, Cornette accepte qu'Owen Hart, The British Bulldog et Vader affrontent Jake Roberts, Ahmed Johnson et Yokozuna dans un match par équipes le 31 mars à WrestleMania XII. Le 31 mars à WrestleMania XII, Roberts, Johnson et Yokozuna ne parviennent pas à vaincre Hart, The British Bulldog et Vader. Huit jours plus tard, il affronte Vader qui lui casse la jambe droite ; après cela Yokozuna part sur un charriot élévateur. Cette blessure est cependant scénaristique puisqu'ils se retrouvent à nouveau face à face le 26 mai à in Your House 8 : Beware of Dog où Yokozuna prend sa revanche en remportant ce combat,. Le 10 juin, il perd face à Owen Hart un match de qualification pour le tournoi King of the Ring.
Durant l'été, il cesse d'apparaître à la télévision afin d'essayer de perdre du poids. Le 17 novembre au cours des Survivor Series, il fait équipe avec Flash Funk, Jimmy Snuka et Savio Vega et affrontent les « faux » Diesel et Razor Ramon, Faarooq et Vader dans un match par équipes à élimination. Ce combat se termine par une double disqualification après l'élimination de Diesel qui décide d'attaquer ses adversaires avec une chaise. Il s'agit de la dernière apparition à la WWF de Yokozuna puisqu'il va échouer à un test physique de la commission athlétique de l'état de New York. Cela l'empêche de travailler dans tout le pays.

### Diverses fédérations (1998-2000)
Après son départ de la World Wrestling Federation, Rodney Anoa'i lutte dans des petites fédérations américaines. Le 10 octobre 1999, il doit affronter King Kong Bundy à Heroes of Wrestling dans le match phare de ce spectacle qui est vendu comme La Guerre des Mille Livres. Cet affrontement n'a pas lieu parce que le match précédent opposant Jim Neidhart à Jake Roberts est modifié, ce dernier n'est pas en état de lutter car il est sous l'emprise de stupéfiant et Neidhart ne veux pas perdre le combat. Michael Lombardi, le booker de ce spectacle, demande alors à Bundy et Yokozuna d'entrer sur le ring pour faire un match par équipe avec Neidhart et Roberts. Yokozuna fait alors équipe avec Roberts et ce dernier décide de se coucher sur le ring pour perdre par tombé.

### Mort
À la fin du mois d'octobre 2000, Rodney Agatupu Anoa'i est en Grande-Bretagne pour une tournée au sein de la Big Time Wrestling. Il meurt le 23 octobre à Liverpool dans sa chambre d'hôtel. Au cours de son autopsie, le médecin légiste trouve du liquide dans ses poumons et déclare qu'un œdème pulmonaire est la cause du décès. Le 29 novembre 2001, Afa Anoaʻi, qui dirige la World Xtreme Wrestling, organise le Yokozuna Memorial Show pour rendre hommage à son neveu.

### Entrée au WWE Hall of Fame (2012)

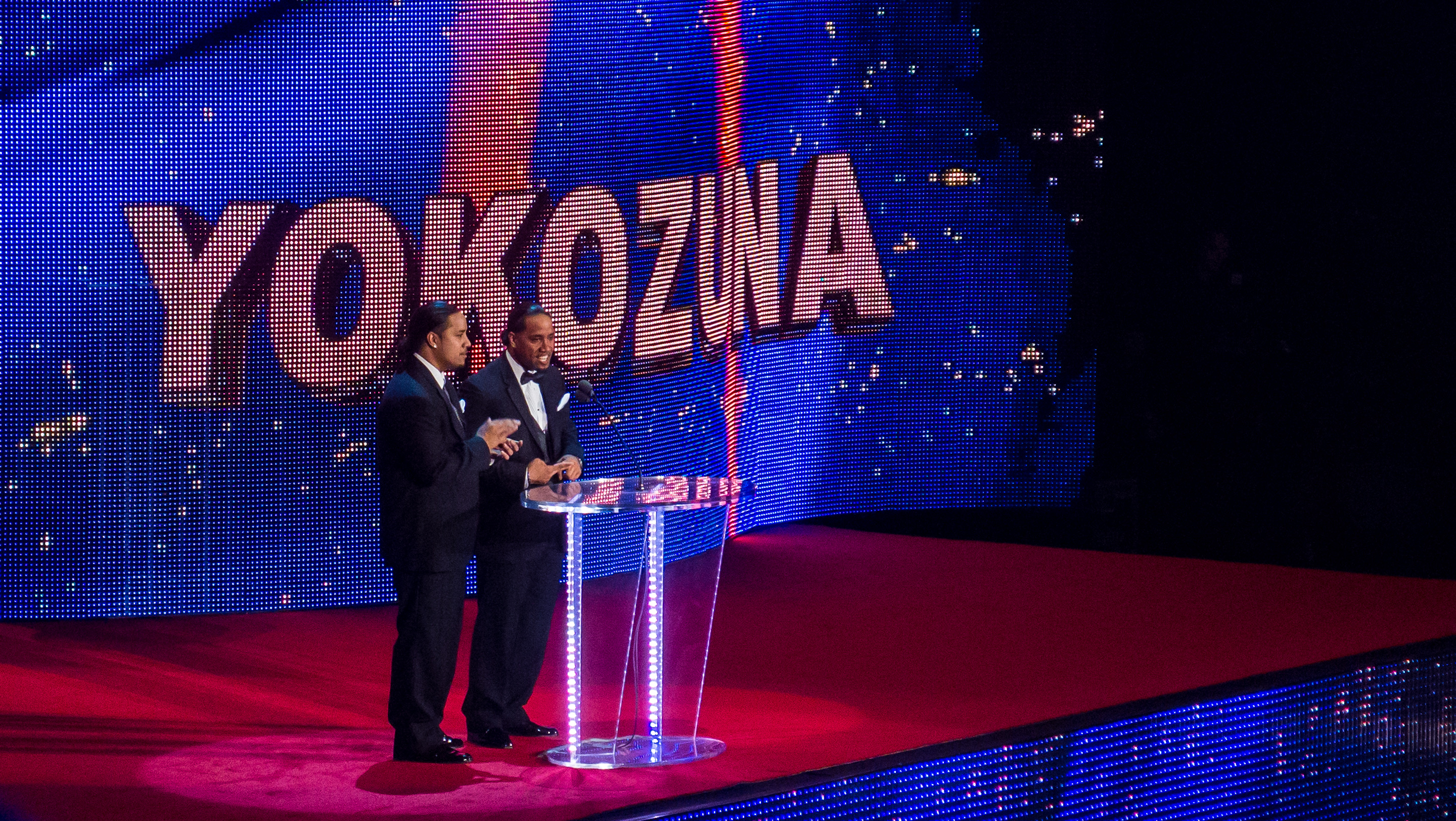
Jimmy et Jey Uso faisant leur discours au WWE Hall of Fame.

La WWE annoncent l'arrivée au Hall of Fame de Yokozuna le 20 mars 2012 en diffusant une vidéo. Le 31 mars a lieu la cérémonie où Jimmy et Jey Uso, deux de ses petit-cousins l'introduisent. Après un discours où ils évoquent des souvenirs avec leur grand-oncle, leur père, le catcheur Rikishi, vient pour représenter la famille d'Anoa'i.

## Style de catch
En raison de son physique, Anoa'i a un style de catcheur power house, c'est-à-dire qu'il met en valeur sa force physique et utilise rarement des prises de catch. De plus, quand il s'engage avec la WWF, il s'entraine et mange comme un sumo. Cela a pour conséquence une prise de 205 lb (93 kg) entre son poids au début de sa carrière et celui de ses derniers combats à la WWF.

## Vie privée
Anoa'i épouse une femme du nom de Monica avec qui il a deux enfants : une fille prénommé Keilani née en 1987 et un fils, Justin né en 1988,. Durant son passage à la World Wrestling Federation, il fonde un groupe en coulisse qui prend le nom de Bone Street Krew. Les principaux membres en plus d'Anoa'i sont : Harry Fujiwara (Mr. Fuji), Mark Calaway (The Undertaker), Solofa Fatu (Fatu puis Rikishi), Mark Canterbury (Henry Godwinn) et Savio Vega.

## Palmarès
- Universal Wrestling Association (UWA)
  - 1 fois champion du monde des trios de l'UWA en tant que Kokina avec Fatu et Samoan Savage (The Hawaiian Beasts)[12]

- World Wrestling Federation (WWF)
  - 2 fois champion du monde poids lourd de la WWF[64]
  - 2 fois champion du monde par équipes de la WWF avec Owen Hart[65]
  - Vainqueur du Royal Rumble en 1993
  - Hall of Famer depuis 2012

## Récompenses des magazines
- Pro Wrestling Illustrated
  - Catcheur ayant le plus progressé 1993[66]
  - 4e catcheur de l'année 1993[66]
  - 3e catcheur le plus détesté de l'année 1993[66]
  - 3e équipe de l'année 1995 avec Owen Hart[67]

| Année | 1991 | 1992 | 1993 | 1994 | 1995 | 1996 |
| ----- | ---- | ---- | ---- | ---- | ---- | ---- |
| Rang  | 148  | 110  | 5    | 11   | 32   | 50   |